# 國家體育場 (布加勒斯特)
國家體育場（Arena Națională，羅馬尼亞語發音：[aˈrenə nat͡sioˈnalə]）是羅馬尼亞首都布加勒斯特的一個體育場，竣工於2011年，以取代舊的修建於1953年的國家體育場。
國家體育場是羅馬尼亞國家足球隊的主場球場，也是羅馬尼亞杯決賽和羅馬尼亞超級盃的比賽場地。

## 举办赛事
- 2012年欧洲联赛决赛[4]
- 2020年欧洲足球锦标赛

## 外部連結
- Arena Națională Official website